# 可编程片上系统

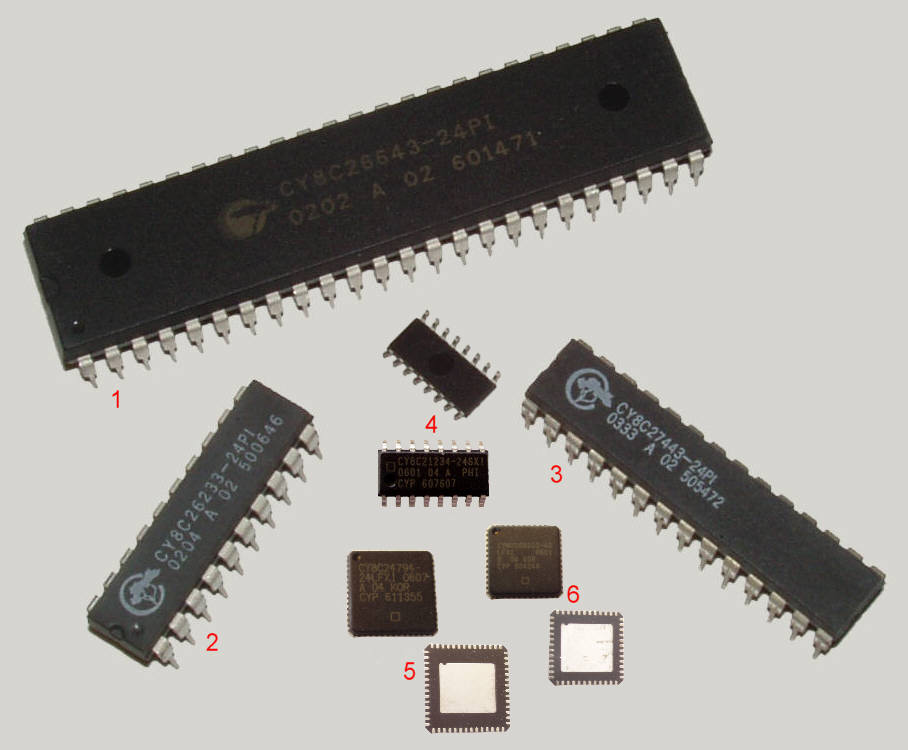
PSoC

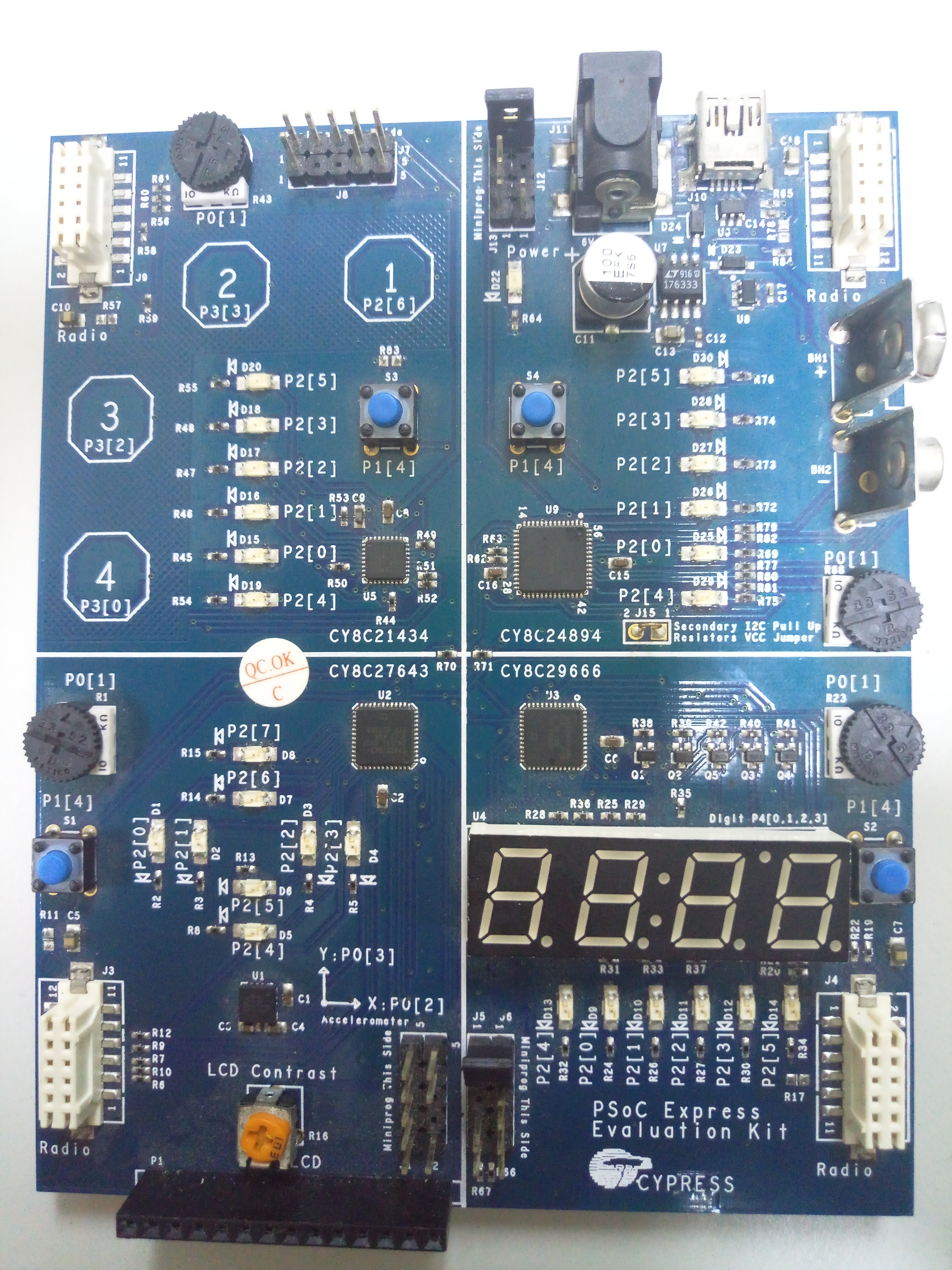
Cypress CY3209 PSoC教學實驗板

可程式化單晶片系統（Programmable system-on-chip, PSoC）是一種可程式化的混合訊號陣列架構，由一個晶片內建的微控制器（MCU）所控制，整合可組態的類比與數位電路，內含UART、定時器、放大器（amplifier）、比較器、數位類比轉換器（ADC）、脈波寬度調變（PWM）、濾波器（Filter）、以及SPI、GPIO、I2C等元件數十種元件，協助客戶節省研發時間。
Altera、Atmel、Xilinx、Lattice皆有推出PSoC產品。實現PSoC有兩種方法：利用 FPGA／CPLD；另一是在ASIC中加入可編程模組。

## 外部連結
- Cypress Semiconductor（页面存档备份，存于）
- Download PSoC Designer Software （页面存档备份，存于）
- Download PSoC Express Software （页面存档备份，存于）
- PSoC Developer
- PSoC Zone（the French PSoC Community by ISTASE （页面存档备份，存于））
- CYPros Consultant （页面存档备份，存于）
- 2008 PSoC Mixed-Signal Array Brochure[]
- PSoC Development Kits
- Cypress PSoC Forums